# Kusztos Piroska
Kusztos Piroska, Kusztosné született Szabó Piroska (Alsósófalva, 1926. január 1. – Budapest, 1985. november 7.) – népzenekutató, folklorista.

## Életútja
A tanítóképzőt Marosvásárhelyt végezte (1945), kántori képesítést is szerzett. Szülőfalujában tanított (1945–48), a kolozsvári Zeneművészeti Főiskolán oklevelet szerzett (1954). Pályáját a Kolozsvári Zenei Középiskola tanáraként kezdte (1954–56), majd Szovátán ének- és zenetanár nyugalomba vonulásáig (1981).
Több folklórkiadványban szerepelt népi dallamgyűjtéssel (az 1954-es Faragó-Jagamas-féle Moldvai csángó népdalok és népballadák c. munkában Szabó Piroska II. néven). Ő jegyezte le hangszalagról Ráduly János Kibédi népballadák (1975) és Elindultam hosszú útra (1979) c. köteteinek dallamanyagát. Társszerzője a Szovátai zöld erdőben (1971) c. kiadványnak. Összegyűjtötte és lejegyezte Sóvidék népzenei anyagát. Gyermek- és kamarakórusaival megyei és országos díjakat nyert. Zenei tárgyú írásait, könyvismertetőit a Falvak Dolgozó Népe és a Művelődés közölte.
1959-től haláláig Kusztos Endre festőművész felesége, Kusztos Sz. Endre biológus, természettudományi író édesanyja.

## További irodalom
- Ráduly János: Amikor a kórus előtt állok. Falvak Dolgozó Népe 1971/15.
- Beke György: A művész hűsége, a mű hitele. A Hét 1985/40.